# Heterostegane calidata
Heterostegane calidata là một loài bướm đêm trong họ Geometridae.